# Music Bank
Music Bank è una raccolta di canzoni, composta da 3 dischi, del gruppo grunge Alice in Chains.

## Tracce
Disco 1
1. Get Born Again
2. I Can't Have You Blues
3. Whatcha Gonna Do
4. Social Parasite
5. Queen Of The Rodeo
6. Bleed The Freak
7. Killing Yourself
8. We Die Young
9. Man In The Box
10. Sea Of Sorrow
11. I Can't Remember
12. Love Hate Love
13. It Ain't Like That
14. Confusion
15. Rooster
16. Right Turn
17. Got Me Wrong

Disco 2
1. Rain When I Die
2. Fear The Voices
3. Them Bones
4. Dam That River
5. Sickman
6. Rooster
7. Junkhead
8. Dirt
9. God Smack
10. Iron Gland
11. Angry Chair
12. Lying Season
13. Would?
14. Brother
15. Am I Inside?
16. I Stay Away
17. No Excuses

Disco 3
1. Down In A Hole
2. Hate To Feel
3. What The Hell Have I (Remix Unreleased)
4. A Little Bitter (Remix Unreleased)
5. Grind
6. Again (Tattoo Of Pain Mix)
7. Head Creeps
8. God Am
9. Frogs
10. Heaven Beside You
11. Nutshell (Unplugged)
12. The Killer Is Me (Unplugged)
13. Over Now (Unplugged)
14. Died